# ÖRK-Vollversammlung Amsterdam 1948

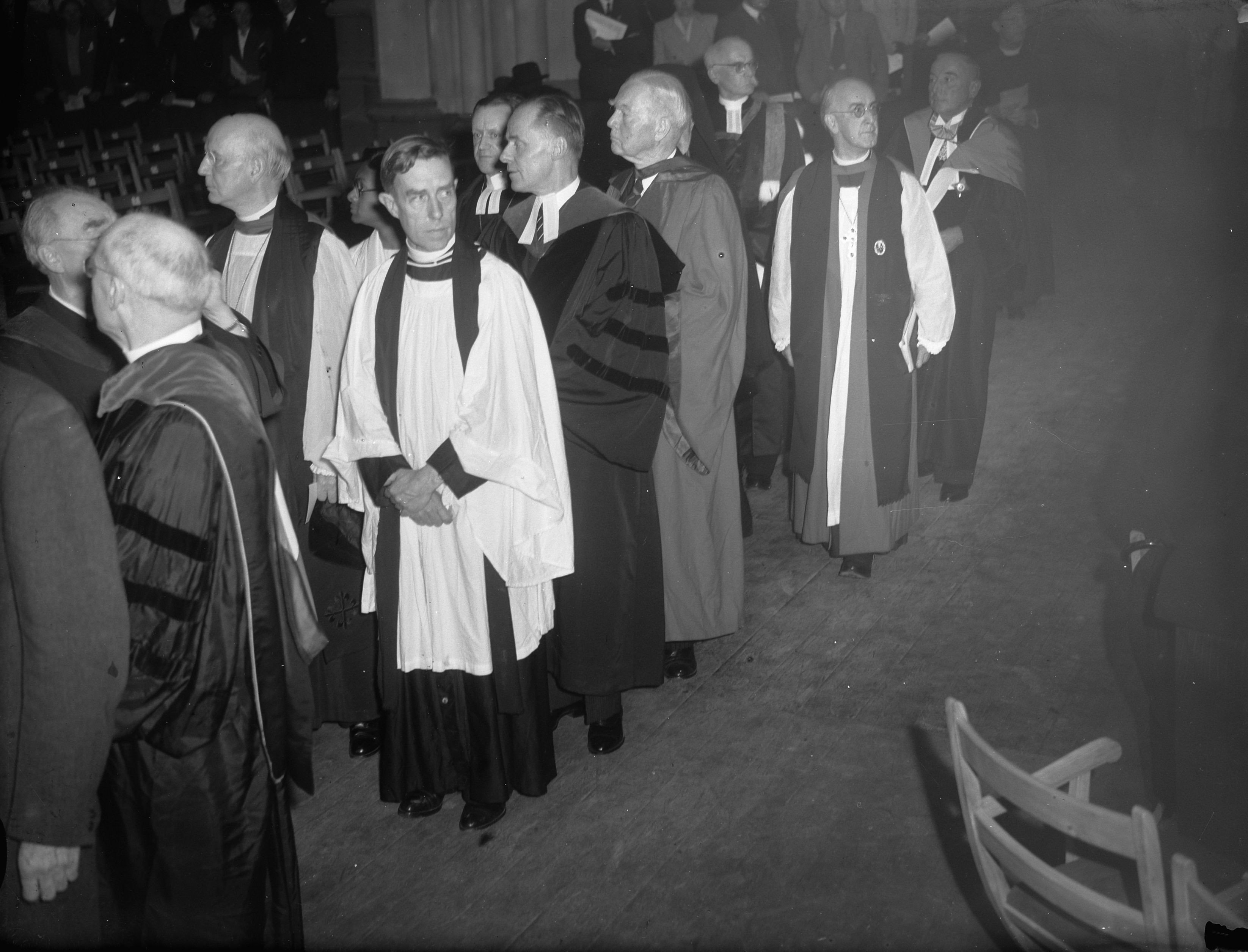
Eröffnungsgottesdienst, 22. August 1948

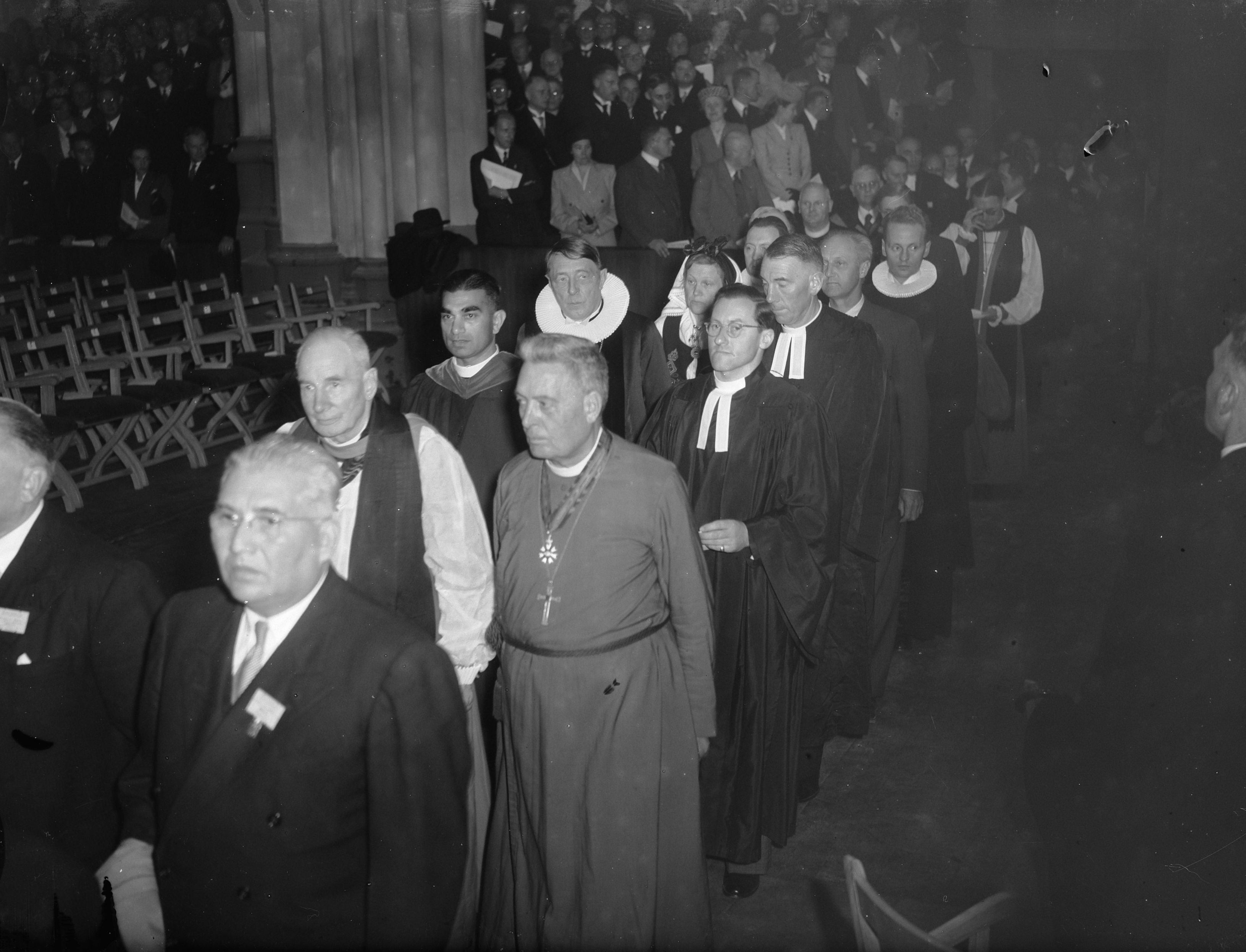
Eröffnungsgottesdienst, 22. August 1948

Die erste Vollversammlung des Ökumenischen Rats der Kirchen fand in Amsterdam vom 22. August bis zum 4. September 1948 statt. Sie stand unter dem Motto „Die Unordnung der Welt und Gottes Heilsplan“ (Man’s Disorder and God’s Design). 351 Delegierte nahmen daran teil, die von 145 Kirchen entsandt worden waren. Willem Adolf Visser ’t Hooft, der designierte Generalsekretär, hatte die Vorbereitungen geleitet. 
Der Eröffnungsgottesdienst fand am Nachmittag des 22. August in der Nieuwe Kerk statt. Liturgen waren die Mitglieder des Übergangsausschusses, die die Kirchenkonferenz vorbereitet hatten. Sie repräsentierten verschiedene Konfessionsfamilien:
- Marc Boegner, Pastor (Reformierte Kirchengemeinschaft)
- Geoffrey Fisher, Erzbischof von Canterbury (Anglikanische Kirchengemeinschaft)
- Germanos von Thyatira, Metropolit (Orthodoxes Patriarchat von Konstantinopel)
- Erling Eidem, Erzbischof von Uppsala (Lutherische Kirchengemeinschaft)
- K. H. E. Gravemeyer, Pastor (Niederländisch-Reformierte Kirche als Gastgeber).

Zunächst sprach John Raleigh Mott, der zu den Mitgründern des Christlichen Studenten-Weltbundes gehörte und für die Vergangenheit des ökumenischen Bewegung stand. Die Predigt über Ex 3,11 hielt Daniel Thambyrajah Niles, wie Mott ein methodistischer Theologe.
Am Morgen des 23. August 1948 traten die Delegierten zu einer Plenarsitzung im Amsterdamer Concertgebouw zusammen. Die tägliche Arbeit der Delegierten war von Morgen- und Abendgottesdiensten gerahmt; während die Morgengebete unterschiedliche liturgische Traditionen repräsentierten, orientierte sich die Abendandacht am anglikanischen Evensong. Die Eröffnungsreferate zum Thema der Vollversammlung, „Die Unordnung der Welt und Gottes Heilsplan,“ hielten Karl Barth und Charles Harold Dodd.
Die theologische Arbeit geschah in vier Sektionen, die den vier Arbeitsbereichen des ÖRK entsprachen: Glaube und Kirchenverfassung (I), Mission (II), Praktisches Christentum (III) und Internationale Angelegenheiten (IV).
- Sektion I: Die Kirche in Gottes Heilsplan (The Universal Church in God’s Design); Vorsitzender: Hanns Lilje; bekannte Mitglieder: Karl Barth, Emil Brunner, Anders Nygren, Paul Ramsey, Edmund Schlink.
- Sektion II: Die Kirche bezeugt Gottes Heilsplan (The Church’s Witness to God’s Design);
- Sektion III: Die Kirche und die Auflösung der gesellschaftlichen Ordnung (The Church and the Disorder of Society); Vorsitzender: Reinhold Niebuhr.
- Sektion IV: Die Kirche und die gesellschaftliche Unordnung (The Church and the International Disorder). In Erinnerung blieb von dieser Sektion die Kontroverse von John Foster Dulles und Josef Hromádka über die Stellung der Kirche zum Kommunismus.

Am Sonntagmorgen, dem 29. August 1948, fand in der Nieuwe Kerk ein reformierter Abendmahlsgottesdienst statt, zu dem Mitglieder anderer Konfessionen eingeladen waren. Anglikaner, Orthodoxe und Lutheraner feierten eucharistische Gottesdienste an den folgenden Tagen.